# Płaskosz borówki

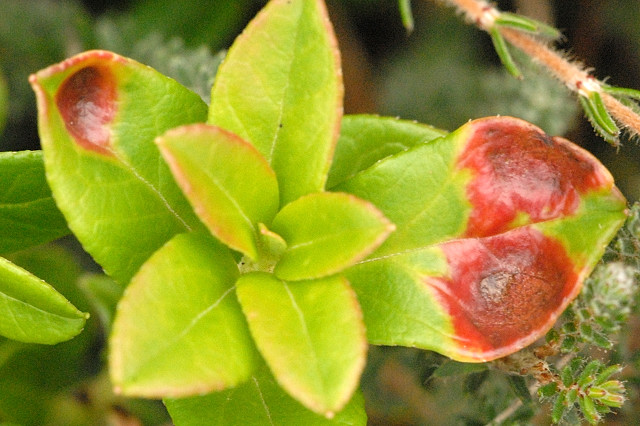
Płaskosz borówkowy przed osiągnięciem dojrzałości

Płaskosz borówki, płaskosz borówkowy (Exobasidium vaccinii (Fuckel) Woronin) – gatunek grzybów z klasy płaskoszy (Exobasidiomycetes). Jest pasożytem roślin, głównie z rodziny wrzosowatych (Ericaceae).

## Systematyka i nazewnictwo
Pozycja w klasyfikacji według Index Fungorum: Exobasidium, Exobasidiaceae, Exobasidiales, Exobasidiomycetidae, Exobasidiomycetes, Ustilaginomycotina, Basidiomycota, Fungi.
Po raz pierwszy zdiagnozował go w 1861 r. K.W.G.L. Fuckel nadając mu nazwę Fusidium vaccinii. Obecną, uznaną przez Index Fungorum nazwę nadał mu M.S. Woronin w 1867 r.
Synonimy:
- Cylindrosporium deformans Unger
- Exobasidium vaccinii (Fuckel) Woronin 1867 f. vaccinii
- Exobasidium vaccinii (Fuckel) Woronin 1867 var. vaccinii
- Fusidium vaccinii Fuckel 1861
- Fusidium vaccinii Fuckel 1861 f. vaccinii

Anamorfa: Fusidium vacccini Fuckel.
Nazwy polskie taksonów na podstawie ustaleń Komisji do spraw polskiego nazewnictwa grzybów.

## Morfologia
Na liściach i pąkach kwiatowych porażonych roślin tworzy przylegającą, gęstą grzybnię, często powodując zniekształcenie liści. Przyjmują on łyżeczkowaty kształt. Grzybnia osiąga średnicę do 1 cm, początkowo jest czerwona z żółtawym obrzeżem, potem różowawo-biała, w końcu biała. Dziej się tak dlatego, że w miarę dojrzewania owocnika jego górna powierzchnia pokrywa się białą warstwą hymenium. Podstawki zazwyczaj 3–4- sterygmowe. Bazydiospory o wymiarach 1–19 × 2–4 μm, kiełbaskowate lub lekko zakrzywione, cylindryczne. Dojrzałe posiadają 1–3 przegrody.
Płaskosz borówkowy wytwarza także bezpłciowe zarodniki konidialne o wymiarach 8–11 × 1 μm. Zarówno płciowe bazydiospory, jak i bezpłciowe konidia rozprzestrzeniają się unoszone prądami powietrza. Infekcja odbywa się zazwyczaj wiosną na młodych liściach. Po zainfekowaniu rośliny grzybnia patogenu przerasta całe tkanki liści, pąków kwiatowych i łodyg. W porażonej roślinie patogen zimą nie ginie i następnej wiosny rozwija się nadal.

## Występowanie i znaczenie
Znane jest występowanie tego gatunku w Europie (w tym na Grenlandii) i w Ameryce Północnej (Kanada, USA). Pasożytuje na różnych gatunkach borówek, najczęściej na borówce brusznicy, ale także na różanecznikach, zwłaszcza z grupy azalii. Wywołuje u niego chorobę o nazwie gruboszowatość różanecznika.
Wywołuje choroby przynoszące straty gospodarcze. Zwalczanie za pomocą fungicydów i antybiotyków okazało się nieskuteczne. Stwierdzono, że najbardziej jak dotąd skuteczne jest opryskiwanie roztworem chlorku niklu, azotanu i siarczanu niklu w stężeniu 0,3 g /l. Ostatnio na zachodzie Europy zwalcza się chorobę preparatem Bayleton zawierającym triadimefon. W uprawach domowych, gdy choroba zostanie wcześnie wykryta, możliwe jest ręczne jej zwalczanie – należy po prostu wyciąć i zniszczyć (najlepiej spalić) porażone pędy.